# Эпистат
Эпистат (др.-греч. ἐπιστάτης — дословно «начальник») — название должностных лиц в Древней Греции и эллинистических государствах.
Первоначально «эпистатами» называли чиновников, которые руководили общественными работами. После реформ Клисфена 508—507 годов до н. э. в Древних Афинах эпистатом стали называть формального главу государственного совета притании. Особенность должности состояла в её выборном характере. Ежедневно из пританов методом жеребьёвки выбирали эпистата. Один человек не мог занимать эту должность дважды в течение жизни. Эпистат должен был в течение дня и ночи находиться в Толосе, вместе с тринадцатью пританами. Он был хранителем ключей от государственных казны и архива, а также государственной печати.
В различные периоды эпистатами называли должностных лиц исполняющих административные, политические, финансовые, судебные или военные обязанности. В эллинистических царствах и Египте Птолемеев эпистатом стали называть чиновников, которым фараон либо царь поручал управление городом или провинцией номом.